# La Souveraineté historique d'Iran sur les îles de Tonb et Bou-Moussa

La Souveraineté historique d’Iran sur les îles de Tonb et Bou-Moussa est un ouvrage écrit par l’historien iranien Seyed Ali Haghshenas publié en langue persane à l'automne 2010 à Téhéran.

## Cinq chapitres
- Premier chapitre : Plan des matières théoriques et pratique : Analyse de la politique étrangère, culture de la politique étrangère, structure du régime de la décision, les éléments efficaces dans la politique étrangère.
- Chapitre 2 – La historique de la souveraineté de l’Iran sur le golfe Persique, de l’autorité territoriale de l’Iran sur le golfe Persique aux XVIIe et XVIIIe siècles et de la souveraineté de l’Iran après Nader-Shah.
- Chapitre 3- Émirats arabes unis et tensions des relations sur les conflits des frontaliers avec les pays voisins. L’origine des Ghassemi, structure politique- sociale des Émirats arabes unis, les conflits frontaliers des membres du Conseil de collaboration de la golfe de Parse- Les conflits frontaliers des Émirats arabes unis avec Arabie Saoudien- Les conflits frontaliers des Émirats arabes unis avec Oman – Les conflits frontaliers des Émirats arabes unis avec Qatar.
- Chapitre 4- Les îles de Bou-Moussa- Tonb-Grand et Tomb- Petit- Le rôle Géostatiques des trois îles iraniennes dans le golfe Persique- L’historique politique des trois îles iraniennes- L’occupation des îles de Tonb et Bou-Moussa pendant 68 ans par l’Angleterre (1903-1971) – Les prétentions des Émirats arabes unis sur les îles iraniennes et la réaction d’Iran – Conclusion.
- Chapitre 5- Documents, Ressources, aperçu en latin[1],[2].

## Sources
- Fars News Agency
- BBC Persian
- Iranian Student News Agency
- Iran Newspaper